# Ooike
Ooike is een dorp in de Belgische provincie Oost-Vlaanderen en een deelgemeente van de gemeente Wortegem-Petegem. Het was een zelfstandige gemeente tot aan de gemeentelijke herindeling van 1977. Het dorp ligt aan de rand van de Vlaamse Ardennen.

## Etymologie
Volgens Antonius Sanderus wordt in de Salische wet reeds de melding gemaakt van Edycke. Deze plaatsnaam eindigend op ycke duidt op een Keltische oorsprong. Volgens Carnoy O.N.C.B., deel 2 blz.514 schrijft men in 964 de naam Hoica. Hoica is Volkslatijn en zou "kleine weide" betekenen.
De vermelding Hoika dateert omstreeks 967 volgens het jaarboek van de Sint-Pietersabdij te Gent. Toch blijkt uit een vondst van een gulden medaille van de Romeinse keizer Vespasianus en evenals uit oude wegtracés dat er nog een oudere bewoning is geweest in de laat-Romeinse tijd. Volgende namen van deze gemeente werden achtereenvolgens teruggevonden: Oidca omstreeks 998; Odika omstreeks 1038; Odecke omstreeks 1175; in een keure van 1232 de naam Uka ;in het renteboek van het hospitaal te Oudenaarde van het jaar 1272 de naam Odeke; in 1450 de naam Oedeke; in 1455 Oycke in de stadsrekeningen, 171 recto, van Oudenaarde; in 1485 Hoeyke volgens het dagboek van oppervoogden te Oudenaarde; in 1612 de naam Oyke in de beschrijvinghe van alle Nederlanden, Amsterdam; volgens de gemeentezegels omstreeks 1796 tot en met 1917 de naam Oycke; volgens de gemeentezegel van 1918 de naam Ooike; volgens de gemeentezegels van 1919 tot en met 1940 terug de naam Oycke; vanaf 1941 tot heden de naam Ooike.

## Geschiedenis
Het dorp is sinds de vroege middeleeuwen in het bezit van verschillende families geweest. De belangrijkste hiervan waren de familie Baronaige tot omstreeks 1614, en vanaf de vroege 18de eeuw de familie della Faille. Deze familie bleef heer van Ooike tot de afschaffing der heerlijkheden door de Franse Overheersing omstreeks 1794.
De godsdienstoorlogen van de 16de eeuw verwoestten het dorp en de Slag van Oudenaarde (1708) werd er deels uitgevochten. In de 15de tot de 16de eeuw en vooral in de 18de eeuw was Ooike naast een landbouwdorp ook een nijverheidsgemeente, waar de lijnwaadnijverheid een ontwikkeling kende die aanhield tot 1840-1850. Eind 17de eeuw - begin 18de eeuw werd de Sint-Amanduskerk gebouwd, het patronaatsrecht behoorde toe aan het kapittel van Doornik, en werd het dorp ontsloten door de steenweg Oudenaarde-Deinze (Deinzestraat). Vanaf de tweede helft van de 19de eeuw volgde een crisisperiode. Het sterk landelijk karakter van eertijds kende de laatste decennia een achteruitgang, de meeste hoeven zijn niet meer in uitbating. Sedertdien werd het meer en meer een forensengemeente. De dorpskom van Ooike wordt gekenmerkt door aangepaste losse landelijke bebouwing, voorts een sociale woonwijk in de Vlaamse Ardennenstraat en recente villabouw aan de Deinzestraat.
Landbouw is steeds de belangrijkste nijverheid geweest, naast de huiselijke productie van lijnwaad.
De bevolking groeide gestadig en piekte rond het midden van de 19de eeuw, toen een zware economische crisis de populatie halveerde. In het jaar 1815 bedroeg de bevolking 1.102 inwoners, in het jaar 1885 telde men 1.087 inwoners.
Op 1 januari 1977 werd de gemeente Ooike in twee delen gesplitst. De scheidingslijn loopt gelijk met het tracé van de N459 (Deinzestraat). Het westelijk deel inclusief de dorpskern van Ooike werd toegevoegd als nieuwe deelgemeente Ooike van de (fusie-)gemeente Wortegem-Petegem. Het oostelijk (landelijke) deel werd bij de deelgemeente Eine van stad Oudenaarde toegevoegd.
Het westelijke deel heeft een oppervlakte van 495 ha en het oostelijke deel een oppervlakte 170 ha.

## Demografische ontwikkeling
- Bronnen:NIS, Opm:1831 tot en met 1970=volkstellingen; 1976 = inwoneraantal op 31 december

## Bezienswaardigheden
- De Sint-Amanduskerk. Met zekerheid is geweten dat reeds in 1672 een kerk stond op dezelfde plaats als de huidige. De huidige classicistische Sint-Amanduskerk werd gebouwd eind 17de - begin 18de eeuw en officieel ingewijd in 1704. Deze kerk zou dus een herbouw en waarschijnlijk een uitbreiding zijn gezien de stijging van het aantal inwoners. De heilige Catharina van Alexandrië met haar naamdag op 25 november wordt hier reeds van oudsher als patrones vereerd. Het "Kerckenboeck" vermeldt reeds in 1698 een Catharinavoetwegel, -bosschelken, -vierendeel en -renten. Nog steeds komt men naar hier om te bedevaarten voor de genezing van huidziekten (o.a. katrienewiel). De bedevaarders doen de omgang, offeren iets en kussen de relikwie van Sint-Catharina. Op haar wiel leest men "Ghejondt door de liefhebbers van Bevere, 1927" en haar zwaard is gegrifd "Gejond door de jonkmans van Wortegem, 1735"

## Bevolking
| Jaar | Aantal inwoners  |
| ---- | ---------------- |
| 1458 | 579              |
| 1698 | 512 (105 huizen) |
| 1766 | 687 (142 huizen) |
| 1801 | 1.042            |
| 1815 | 1.102            |
| 1831 | 1.305            |
| 1846 | 1.293            |
| 1856 | 1.159            |
| 1864 | 1.293            |
| 1866 | 1.052            |
| 1885 | 1.087            |
| 1930 | 868              |
| 1961 | 717              |
| 1970 | 709              |
| 1973 | 758              |
| 1976 | 799              |

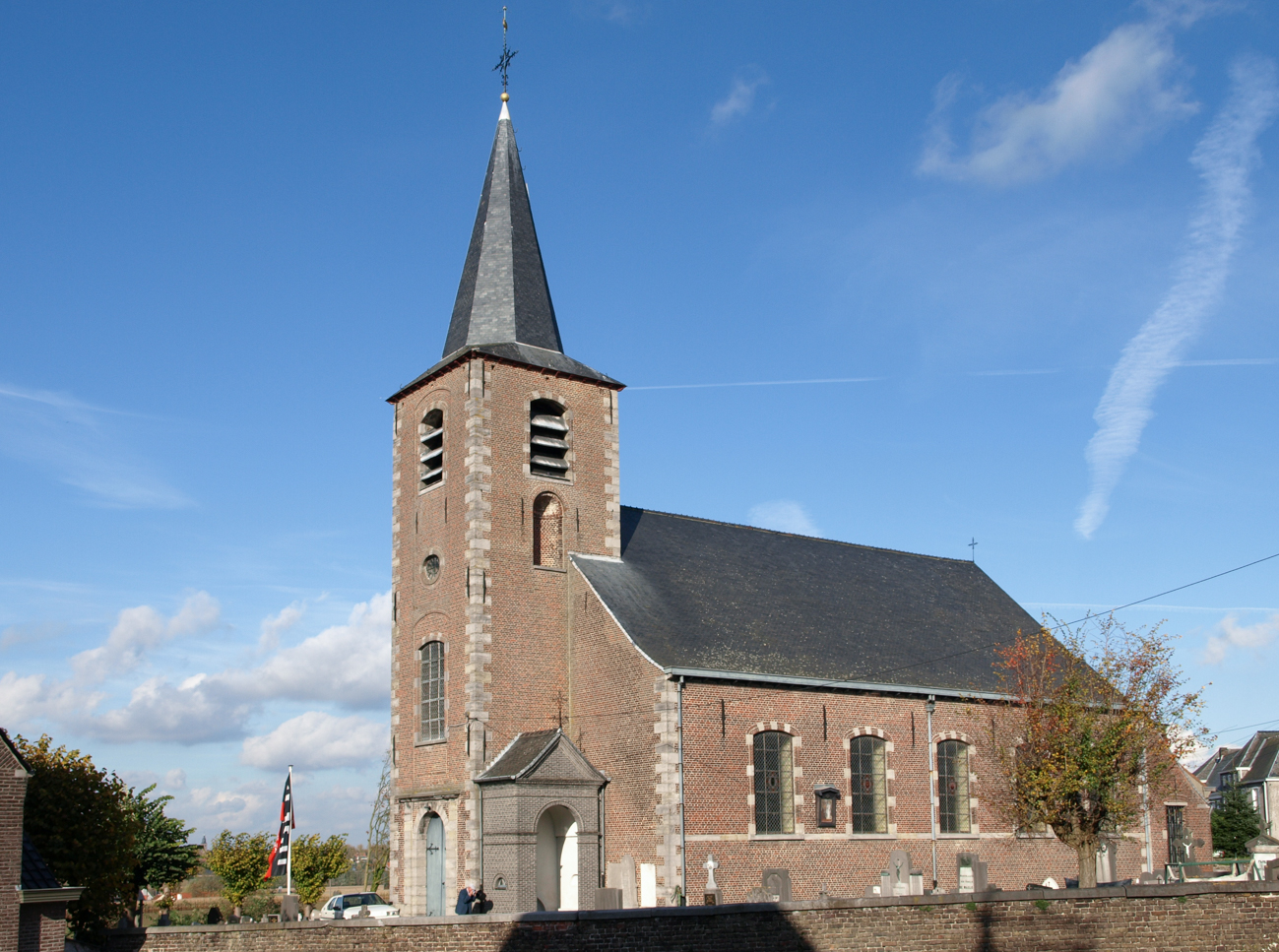
Sint-Amanduskerk.

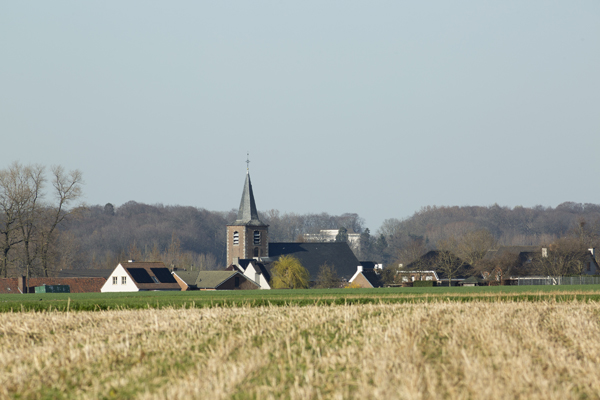

Op 1 januari 2012 telde de deelgemeente Ooike 655 inwoners.

## Politiek
Tot de gemeentelijke fusie van 1977 was Ooike een autonome gemeente met een eigen gemeentebestuur.

### Burgemeesters
- tot 1820: De Winne

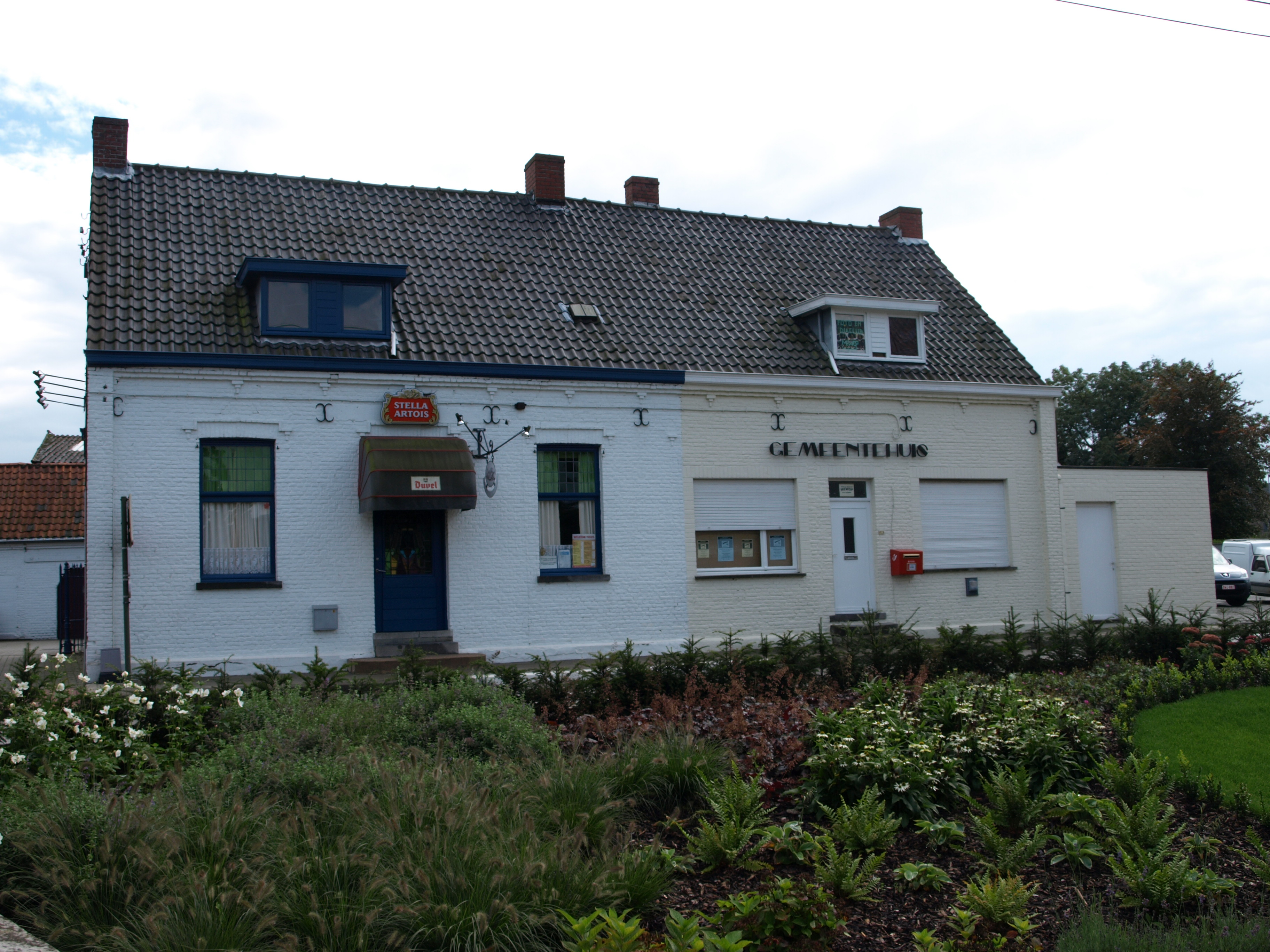
Voormalig gemeentehuis

- 1820-1830: Baron François della Faille d'Huysse (1771 - 1835)
- 1830-1836: Pieter Francies Ceuterick (geboren te Ooike op 12-04-1803 en overleden te Wannegem-Lede op 22-01-1874)
- 1837-1853: Matthijs Ketele (geb. te Ooike op 27-09-1807 en aldaar overleden op 23-06-1853)
- 1853-1854: Joannes Francies De Ruyck (geb. te Ooike op 27-03-1799 en aldaar overleden op 11-12-1854)
- 1854-1868: Petrus Ceuterick, geneesheer (geboren te Ooike op 14 maart 1793 en aldaar overleden op 16 september 1869)
- 1870-1884: François Van Meirhaeghe
- 1885-1891: Pierre Joseph Ruysschaert (geboren te Ooike op 24 april 1807 en overleden te Bevere-Oudenaarde op 28 december 1891)
- 1896-1916: August Van Cauwenberghe
- 1917-1928: Karel Lodewijk De Waele (geboren te Ooike op 11 oktober 1851 en aldaar overleden op 29 december 1928)
- 1929-1941: Leo Anrijs (geboren te Wannegem-Lede op 15-08-1875 en overleden te Ooike op 14-04-1954)
- 1941-1944: Hilaire Anrijs, die tijdens Wereldoorlog II zijn vader Leo Anrijs verving (geboren te Ooike op 15-11-1908 en aldaar overleden op 14-08-1988)
- 1944-1946: Leo Anrijs (geboren te Wannegem-Lede op 15-08-1875 en overleden te Ooike op 14-04-1954)
- 1946-1952: Georges Dedeken (geboren te Wannegem-Lede op 17-12-1903 en overleden te Ooike op 02-10-1982)
- 1953-1957: Jozef Van Cauwenberghe (geboren te Kruishoutem op 26-07-1910 en overleden te Ooike op 16 december 1957)
- 1958-1976: Maurice Vindevogel (1907 - 1985)

### Gemeentesecretarissen
- 1896-1934: Frederic Corijn (1869-1957)
- 1934-1976: Medard Corijn (1913-2001), zoon van Frederic Corijn

## Pastoors

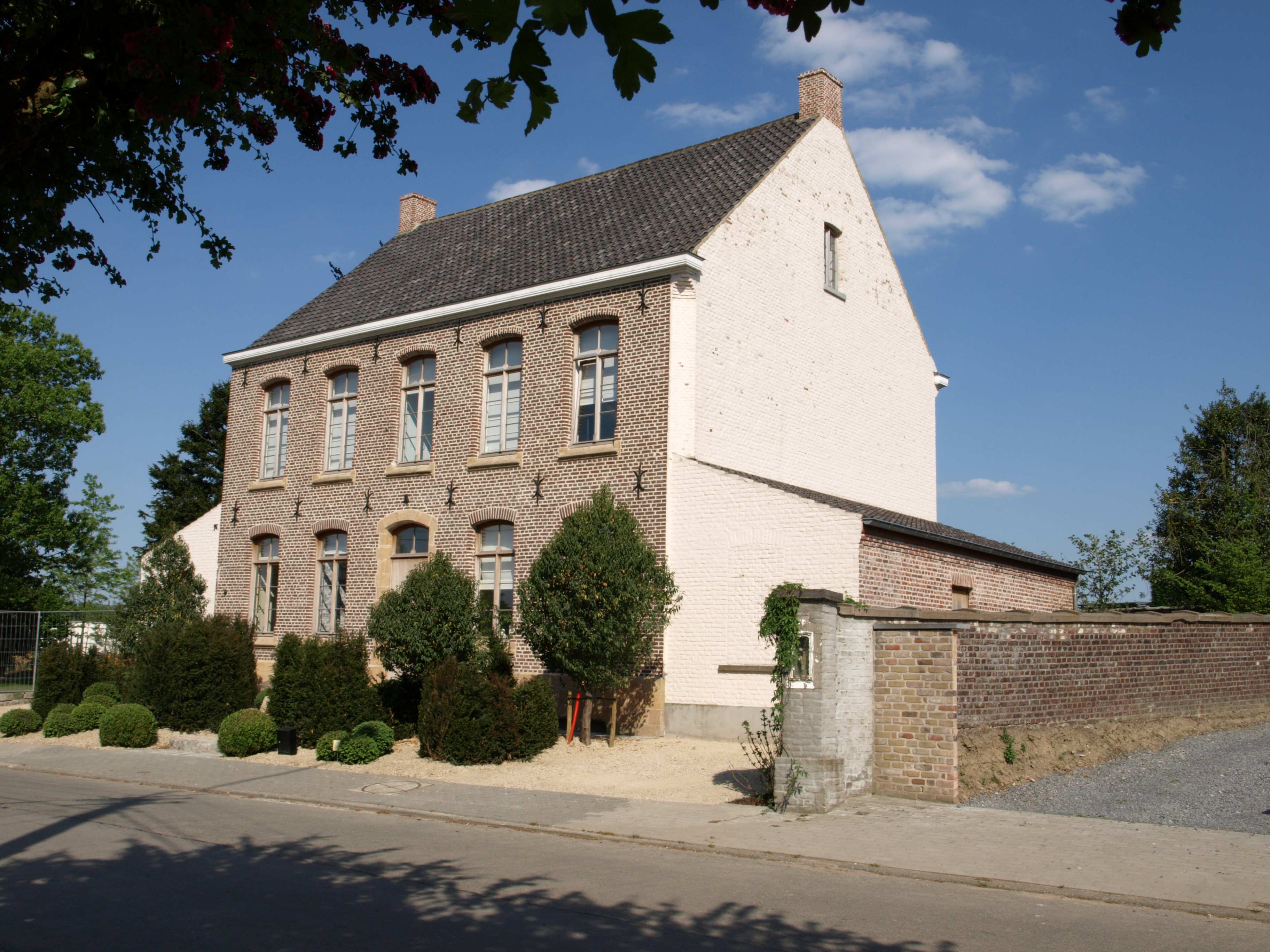
Voormalige pastorij

Een grafsteen op het kerkhof te Ooike vermeldt dat E.H. Joannes Van Auweghem (overleden te Ooike op een leeftijd van 78 jaren op 14 december 1764) gedurende 44 jaren pastoor was te Ooike van 1720 tot 1764. Hij werd in de kerk begraven.

In bijlage zijn overlijdensakte volgens parochieregister Sint Amandus te Ooike: "14 (mensis) xbris (anno 1764) obiit R.D. Joannes Van Auweghem filius Joannis in vita sua pastor in Oijcke 44 annorum et jubilarius presbiteris aetatis (suae) 78 annorum Ecclesiae sacramentis praemunitus et in Ecclesia sepultus"
Een andere gedenksteen vermeldt E.H. Eecklaert pastoor te Ooike tot 18-9-1822.
- van 1846 tot 1855: E.H. P. Vanderstegen
- van 1856 tot 6-2-1869: E.H. Triphon Van Rechem
- van 1869 tot 1875: E.H. M. Walraet
- van 1876 tot 1899: E.H. P. Imschoot
- 11 oktober 1901 tot 14 november 1930: E.H. Lodewijk Jacobus Nuyts
- 1930 tot 28 september 1955: E.H. Achiel De Wulf
- 10 oktober 1955 tot 31 december 1993: E.H. Marcel Van Dorpe
- 1994 tot 31 december 2015: E.H. Benoni Meuleman

## Oorlogsgraven en gesneuvelden

### Britse oorlogsgraven WO-II
Op het kerkhof van Ooike liggen vijf graven met Britse gesneuvelden uit de Tweede Wereldoorlog. Drie sneuvelden alhier, twee andere kwamen om in Deerlijk (Davies en Miggins). Hun graven staan bij de Commonwealth War Graves Commission geregistreerd onder Ooike Churchyard.
- Charles Robert COX, sergeant nr. 1892189, gesneuveld op woensdag 6 september 1944, oud 26 jaar, 280 Field Coy - Royal Engineers.
- Austin Arthur Desmond DAVIES, trooper nr. 14511023, gesneuveld op donderdag 7 september 1944, oud 22 jaar, 15th Scottish Regt. Reconnaisance Corps R.A.C.
- Horace William FOKES, gunner, nr. 1070794, gesneuveld op woensdag 22 mei 1940, oud 33 jaar, 58 Field Regt. Royal Artillery
- Stanley Charles John KING, gunner, nr. 905505, gesneuveld op dinsdag 21 mei 1940, oud 21 jaar, 58 Field Regt. Royal Artillery
- Bringley Thomas MIGGINS, trooper, nr. 14308355, gesneuveld op donderdag 7 september 1944, oud 21 jaar, 15 Regt. Reconnaissance Corps R.A.C.

### Belgische gesneuvelden 1914-1918
- Clement Joseph Leon Devenyns: geboren te Huise op 18 augustus 1893, stamnummer 127/54979, soldaat 2de klasse, mil 1913, 1ste Cie - 3de Jagers te Voet, gesneuveld te Moorslede op 29 september 1918 en oorspronkelijk begraven in Moorslede op 11 oktober 1918. Hij werd herbegraven op het kerkhof van Ooike op 12 april 1919.
- Germain Hendrik Leonard Florijn: geboren te Ooike op 1 februari 1894, soldaat 2de klasse, mil 1914, 5de Cie - 1ste Jagers te Voet, gesneuveld te Pervijze op 7 oktober 1917 en begraven te Veurne Steenkerkestraat op 9 oktober 1917.
- Adolphe Michel Lateur' geboren te Kruishoutem op 28 september 1892, stamnummer 115/972, korporaal mil. 1912, 10de Cie - 15de Linieregiment, dodelijk gewond op het slagveld te Moorslede en aan zijn wonden bezweken in het hospitaal van Izegem op 14 oktober 1918 en oorspronkelijk begraven te Moorslede (Drogenbrood - Calvarie graf nr. 2/862) op 14 oktober 1918. Persoonsbeschrijving: lengte 1m72, bruin haar, blonde snor, tatoeëring "57178", ongehuwd en fabrieksarbeider.
- Edward Theophiel De Winter: geboren te Waregem op 6 december 1892, brigadier mil. 1912, 11de Artillerie/2de Groep/89 By, overleden in het Belgisch Militair Hospitaal rue de la Tannerie 14 te Calais (Frankrijk) op 7 november 1918 om 17.45 uur en begraven op 10 november 1918 om 14.30 uur op de stedelijke begraafplaats Calais-Nord - Belg. milit. begraafplaats sectie 1, rij 8, graf nr. 4.
- Hendrik D'Haenens, opgeëist in april 1917 en overleden te Sedan (Frankrijk) op 9 mei 1917.